# Ácidos nicotínicos
Os ácidos nicotínicos e suas nicotinamidas amidas são as formas comuns da vitamina-B niacina. Fora do campo da nutrição, o termo "nicotínico" é as vezes utilizado para referir-se a uma família mais ampla de compostos, incluindo:
- Arecolina
- Nicotinamida
- Nicorandil
- Niquetamida
- Nimodipina
- Trigonelina

| Niacina | Nimodipina | Arecolina | Trigonelina |
| ------- | ---------- | --------- | ----------- |
|         |            |           |             |